# 2003
| 2003                                                                     |
| ------------------------------------------------------------------------ |
| Dødsfald - Fødsler                                                       |
| • Begivenheder • Film • Litteratur • Musik • Politik • Sport • Videnskab |

| Gregoriansk kalender | 2003 MMIII              |
| Ab urbe condita      | 2756                    |
| Armensk kalender     | 1452 ԹՎ ՌՆԾԲ            |
| Kinesiske kalender   | 4699 – 4700 壬午 – 癸未 |
| Etiopisk kalender    | 1995 – 1996             |
| Jødisk kalender      | 5763 – 5764             |
| Hindukalendere       |                         |
| - Vikram Samvat      | 2058 – 2059             |
| - Shaka Samvat       | 1925 – 1926             |
| - Kali Yuga          | 5104 – 5105             |
| Iransk kalender      | 1381 – 1382             |
| Islamisk kalender    | 1424 – 1425             |

2003 (MMIII) begyndte året på en onsdag.
Regerende dronning i Danmark: Margrethe 2. 1972-2024
Se også 2003 (tal)

## Begivenheder

### Januar
- 1. januar – Den nye Bornholms Regionskommune afløser de hidtidige fem kommuner og Bornholms Amt på øen.
- 1. januar – Politikens Hus og Jyllands-Posten fusionerer.
- 15. januar – Professor dr. jur. Peter Pagh, Københavns Universitet, klager til Folketingets Ombudsmand over afgørelsen i "Lomborg-sagen", som efter hans mening er behæftet med alvorlige retlige mangler.
- 16. januar – Den amerikanske rumfærge Columbia, som har været i brug siden 1981, opsendes på sin planlagte sidste rumrejse. Hjemturen den 1. februar bliver dog anderledes end planlagt.

### Februar
- 1. februar – Rumfærgen Columbia brænder op under sin genindtræden i Jordens atmosfære over Texas. Alle 7 astronauter dør
- 4. februar - Den Føderale Republik Jugoslavien omdøbes officielt til Serbien og Montenegro
- 5. februar - den amerikanske udenrigsminister Colin Powell fremlægger i FN's sikkerhedsråd beviser mod Irak i form af satellitfotos mv
- 19. februar - et fly med op mod 270 passagerer styrter ned i det sydlige Iran. Alle om bord dør.
- 27. februar – Rowan Williams indsættes som den 104. ærkebiskop af Canterbury og dermed åndelig leder for hele den anglikanske kirke
- 27. februar - den bosninsk-serbiske ekspræsident Biljana Plavšić idømmes 11 år, ved domstolen i Haag, for forbrydelser mod menneskeheden, der afsones i Sverige.
- 28. februar – Disney Channel bliver tilgængelig i Danmark
- 28. februar – Rolandas Paksas afløser Valdas Adamkus som præsident i Litauen.

### Marts
- Marts – SARS spreder sig over en lang række lande
- 12. marts - den serbiske premierminister Zoran Đinđić bliver myrdet i Beograd
- 15. marts - Hu Jintao overtager den kinesiske præsidentpost
- 17. marts - Storbritanniens udenrigsminister Robin Cook træder tilbage som følge af uenigheder om landets deltagelse i den kommende krig mod Irak
- 20. marts - den amerikansk ledede Koalition af Villige Lande invaderer Irak og indleder derved Irakkrigen

### April
- 3. april – En kolosblæksprutte fanges i Rosshavet.
- 7. april – Amerikanske tropper indtager under Irakkrigen Baghdad og tre paladser i Irak. Den irakiske informationsminister Mohammed Saeed al-Sahhaf påstår, at Irak har presset USA tilbage, og at fjensynsudsendelserne er falske.
- 16. april – Premierminister Edward Fenech Adami skriver under på Maltas optagelse i den Europæiske Union.
- 21. april – Yderligere 13 døde af SARS.
- 22. april – Jordens dag.
- 25. april – Winnie Mandela idømmes seks års fængsel, heraf ét betinget for bedrageri og tyveri.
- 26. april – Selvmordsaktion dræber fem i Kashmir.
- 26. april – 15 mennesker mister livet ved en eksplosion i et våbenlager i Bagdad.

### Maj
- 2. maj – George W. Bush erklærer de egentlige krigshandlinger i Irakkrigen for afsluttet. Dette er ikke en officiel afslutning af krigen.
- 3. maj – Oversvømmelser i Argentina koster 16 mennesker livet, mens 100.000 bliver evakueret fra deres hjem. Verdensbanken lover støtte i form af et lån på 123 mio. USD til det i forvejen plagede land.
- 7. maj – Merkur passerer solskiven omkring kl. 11 i Danmark (en såkaldt merkurpassage).
- 12. maj – FBI finder et mobilt mikrobiologisk laboratorium, som måske har været anvendt af den eller de personer, som i efteråret 2001 stod bag miltbrandangrebene på USA.
- 12. maj – "Doktor Bakterie" (Rihab Taha) tilbageholdes af amerikanske styrker i Irak. Hun var ansvarlig for Iraks program for biologiske våben.
- 17. maj – Natligt terrorangreb i Marokko.
- 21. maj – Jordskælv i Algeriet, skælvet blev målt til 6,7 på Richterskalaen, mere end 1.400 mennesker døde og over 7.000 blev kvæstet
- 23. maj - Folketinget ophæver Peter Brixtoftes immunitet, så han kan blive sigtet for sin embedsførelse som borgmester i Farum Kommune
- 31. maj – Delvis (partiel) solformørkelse tidligt om morgenen i Danmark, med maksimum omkring kl. 5.30.

### Juni
- 2. juni – 3. juni G8-topmøde i Évian-les-Bains, Frankrig
- 10. juni - Rumsonden Spirit opsendes på mission til Mars, hvor den som den første af NASA's rovere, skal undersøge planetens overflade

### Juli
- 5. juli – ved et terrorangrebet ved Tushino bringer to tjetjenske kvindelige selvmordsterrorister sig selv til sprængning ved en udendørs rockkoncert nord for Moskva. 17 blev dræbt og 50+ såret
- 15. juli – den danske cykelrytter Jakob Piil vinder den 219 km lange etape fra Gap til Marseille i årets Tour de France
- 22. juli – Saddam Husseins sønner Uday og Qusay dræbes af amerikanske styrker i en villa i byen Mosul
- 30. juli – Produktionen af den legendariske Volkswagen Type 1 indstilles i Mexico efter 21.529.464 producerede biler siden 1938. Den definitivt sidste bil er udstillet i Autostadt i Wolfsburg

### August
- 11. august – USA indrømmer brug af napalm i Irak.
- 11. august – NATO indleder sin første operation uden for Europa nogensinde ved at overtage kontrollen over en fredsstyrke i Afghanistan.
- 12. august – En kulmineeksplosion i Kina dræber 37 mennesker.
- 12. august – 200.000 mennesker i Sudan bliver ramt af voldsomme oversvømmelser.
- 14. august – To personer i USA dræbes af riffelskud. Mordene er nummer to og tre i hvad man frygter er en ny række af mord fra en serie-snigskytte.
- 14. august – Strømsvigt i store dele af nordøstlige Amerika, i flere stater i USA og territorier i Canada – i alt 22 kraftværker nedbrød. Det gigantiske Niagara-Mohawk-kraftværk blev ramt af et lyn og satte ud lige under myldretidstrafikken i storbyerne blandt andet New York City, Toronto, Cleveland, Detroit og Ottawa, hvilket resulterede i at de andre kraftværker blev overbelastet og satte derefter planmæssigt ud.
- 16. august – Dansk 34-årig soldat i Irak bliver dræbt, muligvis af et vådeskud under ildkamp på en patrulje, som også koster to irakere livet samt en såret iraker.
- 18. august – Metroen i København går i stå efter et nedbrud i en strømforsyningsenhed.
- 18. august – En 4-årig pige i den sydvestlige del af Kasakhstan dør af byldepest.
- 19. august – FN's hovedkvarter i Bagdad rammes af et terrorangreb. Mere end 20 personer omkommer og flere hundrede bliver såret. Blandt de dræbte er FN's særlige udsending i Irak, brasilianeren Sérgio Vieira de Mello
- 27. august - Mars er i en afstand af 55.758.006 km det tætteste den har været på Jorden i løbet af 59.619 år
- 29. august – En bilbombe dræber 124 mennesker og sårer mere end 100, da den bringes til detonation foran en moské i byen Najaf i Irak. Den shiamuslimske præst og politiker Mohammed Baqr al-Hakim er blandt de dræbte.

### September
- 10. september – Den svenske udenrigsminister Anna Lindh bliver udsat for et alvorligt knivstikkeri under en indkøbstur i et varehus. Hun dør dagen efter af sine kvæstelser.
- 14. september – Resultatet af den svenske folkeafstemning om euroen bliver et klart nej.
- 16. september – Kurt Thorsen overfaldes i Statsfængslet ved Sdr. Omme
- 16. september - Mahmoud Abbas fratræder som palæstinensisk premierminister
- 17. september – En tidligere Bandidos-rocker bliver dræbt af en bilbombe ud for Amtssygehuset i Glostrup.
- 18. september – Kategori 2-orkanen Isabel rammer USA's østkyst.
- 19. september – Iraks tidligere forsvarsminister Sultan Hashim Ahmed overgiver sig til de amerikanske besættelsesstyrker i landet.
- 23. september – Hele Sjælland, Sydsverige, Bornholm og Lolland-Falster rammes af strømsvigt.
- 24. september – En 24-årig svensk mand anholdes, mistænkt for mordet på Anna Lindh, samtidig løslades en 35-årig mand, der har siddet i varetægtsfængsel for mordet.
- 26. september – Den 24-årige svenske mand, der blev anholdt den 24. varetægtsfængsles i to uger, efter DNA-spor har bestyrket mistanken om, at han begik mordet på Anna Lindh.
- 26. september – Den japanske ø Hokkaido rammes af en række jordskælv. Det største måles til 8,0 på Richterskalaen. 40.000 mennesker bliver evakueret.
- 28. september – ESA afsender SMART-1 til månen. ESA's første forsøg på at komme til månen.

### Oktober
- 3. oktober - Dansk Sprognævn accepterer kritikken af "det nye komma" og indstiller til kulturministeren, at det afskaffet og erstattes af et "enhedskomma", baseret på det grammatiske komma tilknyttet enkelte valgmuligheder
- 8. oktober – Dronning Margrethe giver sin officielle tilladelse til at Kronprins Frederik den 14. maj 2004 kan gifte sig med den australsk-britiske statsborger Mary Donaldson i Københavns Domkirke
- 17. oktober -  der sættes et spir på toppen af bygningen, og derved bliver skyskraberen Taipei 101 i Taipei, Taiwan med i alt 509,2 meter 50 meter højere end Petronas Towers i Kuala Lumpur og verdens højeste bygning
- 24. oktober -  det supersoniske passagerfly Concorde flyver sin sidste kommercielle flyvning
- 25. oktober - de første meldinger om skovbrande indløber i Californien i det, der senere skal vise sig at blive statens næstmest omfattende brand nogensinde med et nedbrændt areal på næsten tre tusinde kvadratkilometer.
- 25. oktober – Jacob Buksti, næstformand for færdselssikkerhedskommission og tidligere socialdemokratisk trafikminister, stoppes i en fartkontrol efter at have kørt 173 km/t på motorvejen ved Ringsted
- 27. oktober – 35 personer bliver dræbt ved fem bombeangreb i Bagdad. Røde Kors' hovedkvarter og fire politistationer er mål for angrebene
- 30. oktober – Jacob Buksti, der den 25. oktober blev stoppet efter at have kørt 173 km/t på en motorvejsstrækning, trækker sig som næstformand for færdselssikkerhedskommission

### November
- 15. november - Radio 100FM begynder sine udsendelser fra deres studier på Rådhuspladsen i København
- 20. november – to kraftige bilbomber eksploderer i Istanbul ved det britiske konsulat og ved en britisk ejet bank
- 23. november - Georgiens præsident Eduard Shevardnadze træder tilbage efter flere ugers massedemonstrationer på grund af valgsvindel

### December
- 9. december – Ved Terrorangrebet ved National Hotel bragte to tjetjenske kvindelige selvmordsterrorister sig selv til sprængning uden for et hotel få hundred meter fra Kreml og Dumaen. 6 blev dræbt og 44 sårede
- 11. december -  det afsløres, at en videnskabelig medarbejder i perioden 1968-1978 har stjålet værker fra Det Kongelige Bibliotek i København til en anslået værdi af 150 - 300 mio kroner
- 12. december – Sammenbrud i forhandlingerne om en ny EU-forfatningstraktat.
- 13. december – Saddam Hussein tages til fange af USA i Irak, tæt på sin hjemby Tikrit.
- 16. december – Nordsøcentret i Hirtshals i Nordjylland, hærges af en kraftig brand, hvor det store oceanarium udbrænder totalt.

## Født
- 14. januar – Josephine Højbjerg, dansk skuespillerinde.
- 4. februar – Rasmus Højlund, dansk fodboldspiller.
- 18. september – Aidan Gallagher, amerikansk skuespiller og musiker.
- 8. november – Lady Louise Mountbatten-Windsor, britisk prinsesse.
- 7. december – Prinsesse Catharina-Amalia af Nederlandene, hollandsk prinsesse.

## Sport
- 26. januar - Odense Bulldogs vinder pokalfinalen i ishockey mod Herlev Eagles. Kampen afvikles i et fyldt Odense Isstadion og ender 5-2.
- 29. marts - Danmarks fodboldlandshold vinder 5-2 over Rumænien i Bukarest.
- 2. april - Danmarks fodboldlandshold taber 0-2 til Bosnien i en landskamp i Parken. Nederlaget kommer efter 19 kampe i kvalifikationsturneringerne uden danske nederlag.
- 26. april – Danmarks ishockeylandshold vinder sensationelt 5-2 over USA ved A-VM.
- 30. april – Danmarks fodboldlandshold vinder 1-0 over Ukraine i en træningskamp i Parken.
- 29. maj- Brøndby IF vinder 3-0 over FC Midtjylland i årets fodboldpokalfinale i Parken.
- 7. juni – Danmarks fodboldlandshold vinder 1-0 over Norge i Parken.
- 22. juni – Søren Kjeldsen vinder golfturneringen The Diageo Championship i Skotland med en førstepræmie på 1.719.310 EUR.
- 14. august – Brøndby IF vinder 3-0 over Dinamo Minsk i kvalifikationen til 1. runde af UEFA Cuppen.
- 20. august – Danmarks fodboldlandshold spiller 1-1 mod Finland i en venskabskamp i Parken.
- 10. september – Danmarks fodboldlandshold spiller 2-2 mod Rumænien i Parken.

## Musik

### Amerikanske udgivelser
- The Black Eyed Peas: Elephunk
- Gavin DeGraw: Chariot
- Michael Jackson: Number Ones
- Linkin Park: Meteora
- Madonna: American Life
- Metallica:  St. Anger

### Britiske udgivelser
- David Bowie: Reality
- Dido: Life For Rent

### Danske udgivelser
- Alex: Thirteen
- Kashmir: Zitilites
- Carpark North: Carpark North
- Mew: Frengers

### Svenske udgivelser
- Naglfar: Sheol

### Grammy Awards
- Årets indspilning: Don't Know Why med Norah Jones
- Årets album: Come Away With Me med Norah Jones
- Årets sang: Don't Know Why skrevet af Jesse Harris
- Bedste nye kunstner: Norah Jones

### Danish Music Awards
- Årets Danske Album: Saybia – The Second You Sleep
- Årets Danske Gruppe: Saybia
- Årets Nye Danske Navn: Nik & Jay
- Årets Danske Sanger: Søren Huus (Saybia)
  - Årets Danske Hit: "Nik & Jay" – Nik & Jay

### Melodi Grand Prix
- Dansk vinder: Ingen
- 24. maj – Tyrkiet vinder årets udgave af Eurovision Song Contest med sangen "Everyway That I Can" af Sertab Erener. Konkurrencen blev dette år afholdt i Riga, Letland.

### Andet
- Anne Gadegaard vinder MGP - de unges Melodi Grand Prix
- 24. februar - Robert Trujillo, bliver offentliggjort som Metallicas nye bassist

## Nobelprisen
- Fysik – Aleksej A. Abrikosov, Vitalij Ginsburg og Anthony Leggett
- Kemi – Peter Agre og Roderick MacKinnon
- Medicin – Paul Lauterbur og Sir Peter Mansfield
- Litteratur – John Maxwell Coetzee
- Fred – Shirin Ebadi
- Økonomi – Robert F. Engle og Clive W. J. Granger

## Bøger
- Boghandlernes Gyldne Laurbær. Jakob Ejersbo: Nordkraft (roman)